# Konrad Pohle
Konrad Julius Fritz Pohle (* 6. September 1899 in Leipzig; † 1. Februar 1988 in Halle (Saale)) war ein deutscher Mediziner und Hochschullehrer.

## Leben und Werk
Er war der Sohn eines Universitätsprofessors, studierte an der Universität Würzburg Medizin und promovierte 1925 an der Universität Leipzig zum Dr. med. Zum 1. Mai 1930 trat er der NSDAP bei (Mitgliedsnummer 235.843), war aber spätestens zum 11. Dezember 1931 wieder ausgetreten. 1934 wurde er Dozent an der Vereinigten Friedrichs-Universität Halle-Wittenberg. 1939 erhielt eine außerplanmäßige Professur. Nach kurzzeitiger Entlassung aufgrund seiner NSDAP-Mitgliedschaft erhielt er 1951 eine Professur mit vollem Lehrauftrag.

## Schriften (Auswahl)
- Products of profound enzymatic change of muscle adenylic acid. In: Zeitschrift physiolische Chemie, 1929, S. 185 ff.
- Zur Frage der nervösen Regulation des Flimmerepithels bei Wirbeltieren. In: Naunyn-Schmiedebergs Archiv für experimentelle Pathologie und Pharmakologie, 1931, S. 452–462.
- (mit Hubert Wendt): Über die Ausscheidung des Pyramidons im Harn. In: Naunyn-Schmiedebergs Archiv für experimentelle Pathologie und Pharmakologie, 1949, S. 203–212.
- Zur Frage der herzwirksamen Form des Kalkes. In: Naunyn-Schmiedebergs Archiv für experimentelle Pathologie und Pharmakologie, 1935, S. 109–147.
- Zur Frage der herzwirksamen Form des Kalkes. Klinz, Halle (Saale) [1938].